# Louisbourg
Louisbourg (do 1713 Havre à l'Anglais, II poł. XVIII w.–1966 Louisburg) – miejscowość (community; 1901–1995 miasto) w kanadyjskiej prowincji Nowa Szkocja, w hrabstwie Cape Breton, miejscowość spisowa (designated place). Według spisu powszechnego z 2016 obszar miejscowości spisowej to: 3,30 km², a zamieszkiwało wówczas ten obszar 877 osób (gęstość zaludnienia 265,5 os./km²).
Miejscowość, która powstała wokół sporadycznie użytkowanego przez angielskich rybaków portu zwanego prześmiewczo przez Francuzów Havre à l'Anglais, była związana z powstałą w 1713 twierdzą Louisbourg, a po przejściu tych terenów po 1760 w ręce angielskie przyjęła (do 1966) nazwę Louisburg, w 1901 otrzymała status miasta (town), który utraciła 1 sierpnia 1995 w wyniku utworzenia regional municipality Cape Breton.
Według spisu powszechnego z 1991 obszar miasta (town) to: 2,36 km², a zamieszkiwało wówczas ten obszar 1261 osób.